# 금동현 (가수)
금동현(한국 한자: 琴洞弦, 2003년 5월 14일 ~)은 대한민국의 가수이자 배우이며 대한민국의 보이 그룹 이펙스의 센터, 메인댄서, 래퍼를 맡고있다, 현재 템페스트 전 멤버 송재원, 엑스디너리히어로즈 멤버 곽지석과 함께 쇼챔피언 MC를 맡았었으면 혼자 2025년 4월 30일까지 쇼챔피언 MC를 맡았었다.

## 학력
- 죽향초등학교 (졸업)
- 민락중학교 (전학)
- 옥천중학교 (졸업)
- 한림연예예술고등학교 연예과 (졸업)

## 음반 외 활동
2020년 '일찍에게 찍혔을때2' 강아훈역으로 출연
2021년 '일찐에게 반했을때' 강아훈역으로 출연
2022년 '네가 빠진 세계' 신한세역으로 출연

## 텔레비전 프로그램

### 방송
| 연도   | 기간      | 방송사 | 제목                         | 역할   | 장르 | 비고            |
| ------ | --------- | ------ | ---------------------------- | ------ | ---- | --------------- |
| 2020년 | 11월 18일 | 엠넷   | 《프로듀스 X 101》           | 참가자 | 예능 | 출연 탈락       |
| 2023년 | 4월 5일   | 엠넷   | 《너의 목소리가 보여》시즌10 | 패널   | 예능 | 백승과 동반출연 |
| 2025년 | 7월 17일  | 엠넷   | 《보이즈II플래닛》시즌2      | 참가자 | 예능 | 출연            |

### 드라마
| 연도            | 기간                  | 방송사   | 제목                   | 배역      |
| --------------- | --------------------- | -------- | ---------------------- | --------- |
| 2020년          | 4월 2일 ~ 5월 26일    | 웹드라마 | 《일진에게 찍혔을 때》 | 강아훈 역 |
| 2021년 ~ 2022년 | 12월 28일 ~ 2월 17일  | 웹드라마 | 《일진에게 반했을 때》 | 강아훈 역 |
| 2022년 ~ 2022년 | 11월 20일 ~ 12월 23일 | 웹드라마 | 《네가빠진세계》       | 신한세 역 |